# Marie-Thérèse Cuvelliez
Marie-Thérèse Cuvelliez, née le 7 mai 1923 et décédée le 5 octobre 2005 à Bonsin, est une juriste et féministe belge,.

## Biographie

### Enfance et formation
Elle est née le 7 mai 1923 à Esneux, dans la région liégeoise. Elle a vécu à Hoboken toute la période de l'Occupation. Sa mère, Gerda Wilhelmina Van Rees, était d’origine hollandaise et son père, François Cuvelliez, ancien combattant de 14-18, était un ingénieur civil des mines qui travaillait à la métallurgie d'Hoboken (complexe industriel des métaux non ferreux qui faisait partie de la Société Générale). Elle a grandi dans une famille bourgeoise considérée comme rationaliste. La mère était protestante et le père, catholique baptisé, mais non pratiquant. Les parents n’étaient, d’ailleurs, pas mariés à l’église. Marie-Thérèse était l’aînée des enfants et avait une sœur, Francine, de deux ans et demi plus jeune. Celle-ci décéda le 16 décembre 1944. Elles ont toutes les deux été baptisées, mais uniquement pour faire plaisir à la grand-mère maternelle qui était originaire d’Audenarde.
Elle a suivi sa scolarité dans une école laïque privée francophone à Anvers, le collège Marie-Josée. Ensuite, elle a entamé une candidature en philo et lettres à l’université de Liège,. Après une période d’interruption, elle a repris des études de droit à l’ULB et y a, également, fait son doctorat. Elle en est sortie diplômée en 1950.

### Engagement et carrière
C’est en 1950 qu’elle intègre l’association féminine, le groupe « Femmes Diplômées des Universités », dont le siège se trouvait à l’avenue de la toison d’or. C’est comme cela, que pour la première fois, elle découvre la défense des intérêts des femmes. Parallèlement, son poste stagiaire avocate la met aussi face aux réalités sociales des femmes,. Son travail consistait surtout à faire des pro deo, ce qui lui a permis de côtoyer, ce qu’on appelait à l’époque, les « indigentes ».
Ensuite, elle est entrée, comme collaboratrice, au cabinet de Marc-Antoine Pierson, ministre socialiste. Elle sillonnera toute la Belgique et plaidera, le plus souvent, dans les juridictions néerlandophones.
Son féminisme, qui trouve ses origines dans son enfance où elle voyait sa mère demander de l’argent à son père et avoir besoin de son accord pour tout type d’achat, se développe encore plus pendant sa carrière professionnelle. Toutes les causes qu’elle va défendre comme le droit à la pension alimentaire, les violences conjugales, vont la définir comme féministe dans sa profession. Tout au long de sa vie personnelle et professionnelle, elle fera la connaissance d’autres femmes féministes, telles qu’Éliane Polsky ou Stella Wolff, qui l’accompagneront ou l’inspireront dans sa lutte pour les droits de la femme.
En 1966, elle sera membre du comité « A travail égal, salaire égal ». Ce groupement se réunit avant le début de la grève des ouvrières de la FN de Herstal. Leur but était de défendre l’application de l’article 119 du Traité de Rome qui dit que chaque membre doit assurer l’égalité salariale entre les hommes et les femmes pour un même travail. Cette grève durera du 16 février au 8 mai 1966,.
Elle sera également membre de « la Porte Ouverte ». Le Groupement Belge de la Porte Ouverte est une association, créée en 1930, qui luttait pour l’émancipation des travailleuses. Elle voulait obtenir, pour les femmes, les mêmes droits et traitements que pour les hommes dans le milieu du travail, de la sécurité sociale et dans le secteur de la vie sociale.
Elle était aussi membre de l’ASBL « comité pour la dépénalisation de l’avortement ». Elle a d’ailleurs rédigé les statuts de ce comité,.
M.T. Cuvelliez a défendu les hôtesses de l’air de la SABENA. L’affaire avait commencé par le licenciement, le 15 février 1968, de Gabrielle Defrenne. À cette époque, il y avait une grande différence de traitement entre les hôtesses de l’air et leurs collègues masculins. Elles ne pouvaient pas travailler au-delà de 40 ans et, si elles voulaient prolonger leur carrière (de 5 ans), elles devaient passer devant une « commission esthétique » qui donnait ou non son accord,. Elles n’avaient pas le droit de se marier, ne bénéficiaient pas de la pension des navigants, subissaient une discrimination salariale, une instabilité professionnelle, un non-respect de la vie privée. Defrenne, ayant atteint ses 40 ans, avait été licenciée. Elle décida alors d’entamer une action judiciaire auprès du tribunal de travail de Bruxelles, mais elle sera déboutée,,. Elle sera d’abord défendue par maître E.Vogel-Polsky, ensuite, en 1974, maître M.T. Cuvelliez va prendre le relais. Un groupe d’hôtesse de la SABENA avait créé une union professionnelle, la « Belgian Corporation of Flight hostesses » (BCFH). Ce groupe, qui avait été créé pour défendre les intérêts professionnels des hôtesses de l’air, va apporter son soutien à M.T.Cuvelliez dans cette affaire. Un premier recours au Conseil d’État est introduit  basé sur l’article 119 du traité de Rome (principe de l’égalité des rémunérations). Mais le CJCE (Cours de justice des communautés européennes) dit que cela ne relève pas de l’article 119 (arrêt Defrenne I/1971). Différents recours seront introduits et aboutiront aux arrêts Defrenne (I/1971, II/1976, III/1978) rendus par le CJCE. « Ces arrêts seront repris dans le Droit communautaire européen des 10 février 1975, 9 février 1976 et 19 décembre 1978 : égalité de rémunération entre les travailleurs M et F ; égalité de traitement pour l’accès à l’emploi, la formation et la promotion professionnelle, les conditions de travail et en matière de sécurité sociale ». La Sabena versera des indemnités d’arriérés. Il y a, là, une véritable évolution dans l’égalité des traitements entre les hommes et les femmes, et c’est la première fois, pour l’époque, qu’une cause féminine était défendue uniquement par des femmes.
En 1971, elle sera également membre des « cahiers du GRIF » (Groupe de recherche et d’information féministes).  Il s’agit d’un périodique féministe francophone fondé en 1973 par Françoise Collin. Les sujets traités portent sur la femme, le genre, la sexualité, le travail, les parents,. Elle sera moins présente aux réunions, mais participera, toutefois, à la rédaction de quelques articles comme : féminitude et féminisme, la question de l’avortement en Belgique, machismo.
En 1973 elle sera invitée à participer à un débat sur le thème « sexualité et morale d’aujourd’hui. Ses positions féministes affirmées vont bousculer le débat. En effet, elle se posera la question : « Est-il vrai qu’il y a une sexualité masculine et une sexualité féminine ? Et quelle est la définition de chacune ? » Pour elle, il s’agit surtout d’un conditionnement socio-économique et culturel, ce qui obligerait la femme à accepter toute situation inférieure à l’homme et à la considérer comme normale. On voit là que la défense des droits de la femme n’était pas un vain mot.
En 1978, elle a participé au procès du viol d’Anne Tonglet et Araceli Castellano,.  Ces deux jeunes femmes belges, qui étaient en couple, faisaient du camping sauvage à Marseille. Elles ont été violées et torturées par 3 hommes. Elles décident, alors, de porter plainte à Marseille. M.T.Cuvelier était, avec Anne-Marie Krywin et Gisèle Halimi, avocate de la défense de Tonglet et Castellano. Les avocates obtiendront le renvoi de l’affaire devant une cour d’assises alors que les procès pour viol, jusque-là, relevaient de la correctionnelle. Le travail technique mené lors de ce procès, mais également la réflexion politique, va permettre de modifier la qualification du viol. On ne parle plus de délit, mais bien de crime,. Malgré cela, ce sont les deux jeunes femmes qui furent accusées d’être consentantes. Un des trois hommes, considéré comme le meneur, fut condamné à 6 ans de prison. Il fut le seul à être accusé de viol. Les deux autres auront 4 ans de prison pour tentative de viol. Les médias ont surnommé ce procès « Le procès du viol ». Cette affaire fera avancer les choses puisqu’en 1980, en France, sera votée une loi qui punit le viol de 15 ans de réclusion criminelle.
En 1978, sa carrière prendra un autre tournant puisqu’elle deviendra chercheuse au centre de sociologie du droit social de l’ULB. Elle y travaillera dans le département d’Éliane Vogel-Polsky. Elle quittera, finalement, le centre en 1983.
En 1984, elle quittera Bruxelles pour s’installer à Bonsin, dans la région namuroise. Elle y reprendra son métier d’avocate. Elle sera très active dans la vie de la commune en participant à des animations, des groupes locaux. Elle s’essayera à la politique également en se présentant, comme candidate écolo aux élections communales. Parallèlement à cela, elle s’intéresse beaucoup à la psychanalyse. Dans ses engagements féministes comme dans son activité professionnelle, les mots et le choix des mots ont énormément d’importance, comme qualifier un fait de crime ou de délit,.

## Vie privée
Le 22 décembre 1958, à l’âge de 35 ans, elle aura une fille, Sophie. Ayant fait le choix d’être « mère célibataire », elle élèvera seule sa fille.

## Mort
Marie-Thérèse Cuvelliez décédera le 5 octobre 2005, à l’âge de 82 ans

## Hommages
En 2002-2003, à l’occasion de ses 80 ans, la BCFH a organisé une cérémonie d’hommage pour avoir défendu Gabrielle Defrenne
Le Groupement Belge de la Porte Ouverte lui a également rendu un hommage posthume en octobre 2005